# 圆沙古城
圆沙古城（也称尤木拉克库木古城）是座落于新疆维吾尔自治区和田地區于田县塔克拉玛干沙漠腹地的距今2200多年的古代城市遗址。

## 地理信息及古城简介
圆沙古城向北43千米左右是喀拉墩古城遗址，距离于田县250千米，处于田县和沙雅县之间的塔克拉玛干沙漠中心地带，海拔1000米。圆沙是意译自维吾尔语，音译则是尤木拉克库木，因为古城正处在一处圆形沙山的附近。南北大概330米，东西不到300米。墙的地基有8-12米宽，高度大概6米，城墙四边形状并不规则，城墙的骨架多以胡杨木以及红柳枝构成，城墙外则是由胡杨树枝、淤泥、粪堆积成的护坡，墙的拐角之处是由之前未曾发掘过的使用河道淤泥所制成的土坯所构成的。此城所在地是古克里雅河分叉处，并且在古城周围有护城河。该古城遗址发掘出大量家畜诸如马、牛、驴、狗、猪、兔、鱼的骨骸。尽管古城周围没有一颗胡杨或枯胡杨，但有很多由胡杨木所制成的木桶、木碗、木梳和取暖做饭的用具。古城还有还有胡杨树棺葬、竖穴土坑树棺葬、竖穴土坑葬、木椁墓四种形式的墓葬。从墓葬出土了娴熟技术纺织的织物。

## 历史及其他简介
根据对此古城城墙进行的碳十四测定，其年代大概距今2200年，是至2017年为止，新疆境内发现的最早的古城遗址，并且下限为西汉时期，证明此城在西汉时期便已经荒废了。该古城最大的谜团是在古克里雅河下游文明诸如尼雅遗址、丹丹乌里克遗址、喀拉墩古城等古城遗址的发现都有一个共同点，那便是都是考古学家根据历史文献记载到达记录地点发掘的，而圆沙古城在古籍上并无记载。古城的发现是1994年，中法克里雅河联合考古队在进行对古克里雅河下游文明的田野考察时偶然发现的。
学者通过对古墓出土的干尸进行检测发现人种属于欧罗巴人种高加索类型。通过对线粒体DNA的研究发现，该地区人群与现代南部中亚人群、印度河流域人群有遗传关系和与古代察吾乎人群有亲缘关系。也有学者通过对出土的织物进行调查认为该地区收到中原人和贵霜帝国的影响。